# منزل سرتيب سدهي
منزل سرتيب سدهي (بالفارسية: خانه سرتیپ سدهی) هو منزل تاريخي يعود إلى عصر القاجاريون، ويقع في خميني شهر.